# Монастырь Святой Марии Магдалины (Никольское)
Монастырь Святой Равноапостольной Марии Магдалины — женский монастырь Ливенской епархии Русской православной церкви, расположенный в селе Никольское Должанского района Орловской области.

## История

### Расцвет
Марие-Магдалининский женский монастырь был основан в 1884 году. Своим основанием он всецело обязан дворянке Марии Арсеньевне Охотниковой, дочери героя Отечественной войны 1812 года Арсения Ермолаевича Коровкина.
В 1881 году, в селе Никольском Ливенского уезда Орловской губернии Мария Охотникова приобрела имение. Тогда это было богатое, многолюдное, степное село на оживлённой дороге. Будучи глубоко религиозной и уже пожилой, больной женщиной, Мария Арсеньевна решила основать в селе женский монастырь. В течение трёх лет в её имении собралась большая женская община.
Мария Охотникова умерла в октябре 1883 года, оставив завещание, согласно которому значительную часть своего состояния, имение со всеми постройками, движимое и недвижимое имущество, сельскохозяйственные угодья завещала передать на нужды женской общины. При этом главными условиями завещательницы были особое почитание святой Марии Магдалины и вечное поминовение её, Марии Охотниковой, и её близких. Для обеспечения будущности обители и исполнения своих посмертных желаний она оставила весьма солидный капитал, на проценты от которого и процветал впоследствии монастырь.
В завещании благотворительница прежде всего желала, чтобы в её имении были учреждены: «Во-первых, общежительный монастырь во имя святой Марии Магдалины на сто душ монахинь; во-вторых, новая каменная церковь, тоже во имя Марии Магдалины, при том же монастыре, вместимостью на 200 человек; в-третьих, богадельня для содержания в ней двенадцати престарелых лиц женского пола». Кроме того, она пожертвовала значительные средства на возведение в монастыре двухэтажной трапезной, которая сохранилась до наших дней, «при оной кухня с очагом и прачечная, школы для девочек-сирот, странноприимный дом, больница и кирпичная монастырская ограда». Немалая сумма предназначалась на содержание учителей Закона Божьего из местных священников при четырёх сельских школах в поместьях Марии Охотниковой.
27 марта 1884 года Его Императорского Величества Святейший Правительствующий Синод постановил учредить в селе Никольском первоклассный общежительный монастырь «с училищем для девочек и богадельнею, с таким числом монахинь и послушниц, какое монастырь может содержать на свои средства, с назначением для сего монастыря настоятельницы в сане игуменьи, притча из двух священников и двух псаломщиков».
По проекту воронежского губернского архитектора Александра Кюи (1824—1909 гг.) за два года был сооружён двухэтажный пятиглавый собор «в византийском стиле» с шестью престолами: тремя в нижнем храме и тремя в верхнем. Наиболее почитаемой иконой стал Тихвинский образ Божией Матери «в сребропозлащенной ризе». Тихвинский придел и теперь является центральным в нижнем храме собора.
По воле завещательницы Марии Охотниковой её прах и прах её родителей перенесли из сельской Знаменской церкви в склеп под собором.
Каменной колокольни при храме никогда не было, её заменяла деревянная звонница с семью колоколами, стоявшая справа от собора. Самый большой колокол весил 103 пуда и…1 фунт.
В 1885 г. были построены трапезная и училище для девочек-сирот. Попечительницей богоугодного заведения являлась игуменья монастыря. Со временем это училище стало значимым образовательным центром всей округи.
Монастырь к началу XX века достиг небывалого расцвета. В нём жили больше ста сестёр. На территории монастыря находилось 9 монашеских корпусов, хлебопекарня и просфорня, сапожная мастерская, сараи, баня. Высокая стена из красного кирпича толщиной более полуметра в форме прямоугольника с двумя вратами ограждала обитель. «Красные» ворота в западной части стены поражали архитектурным великолепием. За воротами находились хозяйственные, конные и скотные дворы, гостиница для богомольцев и странноприимный дом, ветряная мельница, два хутора на монастырских землях и подворье в Ливнах. Огромную территорию занимали монастырский сад, липовые и берёзовые аллеи, зеркально чистые пруды с выложенным кирпичом дном, в которых плескалась рыба, знаменитый монастырский колодец, воду из которого черпала вся округа.
Крупным событием в истории обители явилось её посещение епископом Орловским и Севским Иринеем 24 апреля 1903 г. во время объезда Владыкой приходов и храмов восточной части епархий. Владыка также посетил приходской храм села Никольского во имя иконы Матери Божией «Знамение».

### Лихолетье

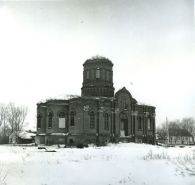

Монастырь Святой Марии Магдалины был самым молодым монастырём в Орловской губернии до революции 1917 года и просуществовал тридцать с небольшим лет. Жизнь этой процветающей и многолюдной женской обители была прервана, её постигла та страшная участь, которая вскоре постигла нашу Церковь и почти все российские монастыри и храмы. Одним из самых первых в России он принял удар богоборческих сил. В 1918 году в результате набегов враждебно настроенного местного населения монастырь был разграблен, вырублен монастырский лес, расхищено всё монастырское имущество, лошади, коровы, птица, настоятельница вынуждена была бежать из монастыря.
В августе 1918 года в соседнем с Никольским селе Кривцово-Плота вспыхнуло восстание против большевиков. Толпы повстанцев штурмом взяли Ливны, частью перебив, частью вытеснив из города красноармейский гарнизон. Но вскоре были разбиты. Сотни крестьян погибли, были расстреляны в соответствии с телеграммой Ленина, который потребовал беспощадного подавления Ливенского восстания.
Священники монастыря Марии Магдалины — старенький батюшка Димитрий и молодой отец Михаил — были расстреляны неподалёку от города Ливны, в лесу. Перед гибелью отец Димитрий обратился к пастве, собравшейся на последнюю службу, со совами: «Тому должно быть. Нас не будет. Но придёт время, и всё будет восстановлено. Но едва ли кто из этих детей доживёт до восстановления. От силы один-двое доживут…» И показал рукой на одну из рядом стоявших девочек. Предсказание священника-мученика сбылось. Девочка, на которую он указал, Елена Франц, дожила до восстановления и смогла многое рассказать о монастыре её детства. Она вспоминала, как снимали иконы в верхнем храме, как столяр Трофим, снимая крест, рухнул на деревянный пол, как комсомольцы выносили из храма иконы.
Горькая участь постигла насельниц монастыря, почти всех отправили в тюрьмы и ссылки. Был вскрыт фамильный склеп Марии Охотниковой, её матери и отца. Многие документы были сожжены, многие утрачены и по сей день в монастыре надеются на их чудесное возвращение. В 1920-х храм был закрыт, использовался как склад, столовая.

### Возрождение
Несколько сестёр проживали в Никольском вплоть до семидесятых годов прошлого века. В эпоху безбожия они открыто исповедовали православную веру. Возрождение женской Марие-Магдалининской обители началось в 1995 году, когда сельский совет села Никольского вместе со священником Николаем Мальцевым и директором хозяйства «Никольское» И. И. Носковым провели общее собрание сельчан, на котором присутствовало 132 человека.

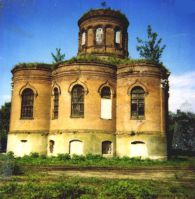

 Глава администрации В. В. Русанов обратился к потомкам тех, кто когда-то своими руками создавал этот монастырь.
«Старожилы помнят первозданную красоту монастыря и его храма, огромный сад, красивую ограду, чистоту и порядок, кропотливый и упорный труд монахинь, прекраснейший монастырский хор, школу и богадельню для обездоленных. Красивейший архитектурный памятник, храм Марии Магдалины, бывший гордостью села и всего района, ныне являет себя поруганным, обезглавленным… Монастырский пруд превращён в грязную лужу, территория после дождя непроходимая. Уцелевшие монастырские постройки ветхие и, если не принять мер, полностью разрушатся. Поруганный храм стоит на самом высоком месте села как укор всем нам, как молчаливый монумент нашей жестокости, нашего безумия! …Предлагаю восстановить историческую справедливость. Восстановить храм всем миром, вернуть собственность (хотя бы оставшуюся) монастырю, материально помочь».
Участники схода решили возродить Марие-Магдалининский храм как монастырь. С этого момента началась воссоздание обители. В сентябре 1995 года из Белгородской епархии в обитель приехала монахиня Киприана (Шишкина). Вскоре она стала первой настоятельницей возрождающейся обители. Служили в холодном храме. В игуменском корпусе до приезда насельниц была контора с обшарпанными стенами без отопления, и сёстрам приходилось обогреваться самодельными каминами.
Средств не было совсем, и матушка обращалась к жителям Ливен с просьбой о помощи. Однажды в Ливнах монахиня Киприана встала на колени посреди площади перед храмом, простёрла руки и воззвала к горожанам: «Люди добрые, помогите монастырю! Такая святыня пропадает!». И её мольбы были услышаны. Монастырь стал укрепляться на глазах. Обитель восстанавливали всем миром.
По благословению архиепископа Орловского и Ливенского Паисия восстановление монастыря начал священник Николай Мальцев. Он организовал местных жителей и православных из города Ливны. Окрестные колхозы стали давать коров и корма. Вскоре благоустроили кельи для монашествующих, окрепло монастырское хозяйство. Особенно помогали учителя местной школы.
Богослужения в храме стали ежедневными. Сначала служил отец Николай Мальцев, после перевода его в г. Ливны его место занял протоиерей Мефодий из Ливенского Сергиевского храма, который служил по праздничным, субботним и воскресным дням. На недельные службы поочерёдно приезжали другие Ливенские священники. А с назначением в Марие-Магдалинский монастырь иеромонаха Герасима (Трохова) стала налаживаться духовная и молитвенная жизнь в обители.

### Монастырь сегодня

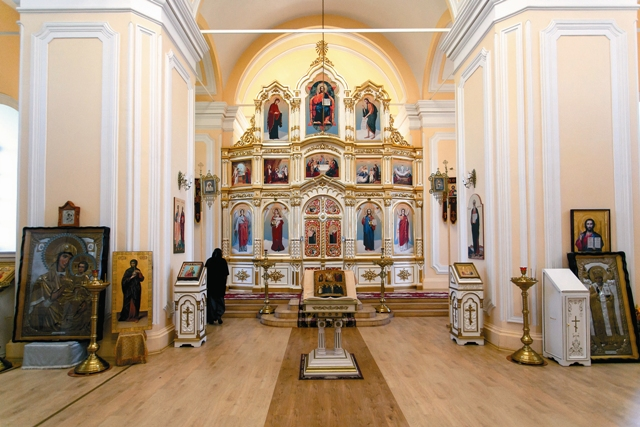
Верхний храм

Отреставрированный и восстановленный храм вновь освящён в 2010 году. День 17 октября 2010 года стал началом новейшего периода истории монастыря. На рассвете вокруг собора прошёл крестный ход и совершилось великое освящение главного престола храма Марии Магдалины. Этого события ждали 15 лет, со дня начала восстановления обители в 1995 году.
Возрождение монастыря продолжается и сегодня: надо благоустроить святой источник Покрова Божией Матери, возвести надвратный храм во имя великомученика Георгия Победоносца, защитника слабых и покровителя воинов, очистить пруды.
К Марии Магдалине обращаются особо те, кто больше других подвержен греховным соблазнам и демонским козням. Ей молятся об обращении неверующих, о защите от бесовских нападений, колдовства и чародейства, о прощении семи смертных грехов, в том числе греха аборта. 4 августа по новому стилю — день памяти святой и престольный праздник обители.
За святую Марие-Магдалининскую женскую обитель ныне молится, без преувеличения, весь верующий мир от Святой Горы Афон до Псково-Печорского монастыря.
И в самом монастыре идёт непрерывная молитва за страну нашу Российскую, за родину и за весь мир. Монастырь служит Богу и людям. Притекают насельницы, молитва и труд созидают души.
В храме Святой Марии Магдалины совершаются ежедневные Богослужения, читается Псалтирь, совершаются моления о недугующих пьянством, о болящих, читается Акафист Кресту Господню.

## Территория монастыря

### Храм

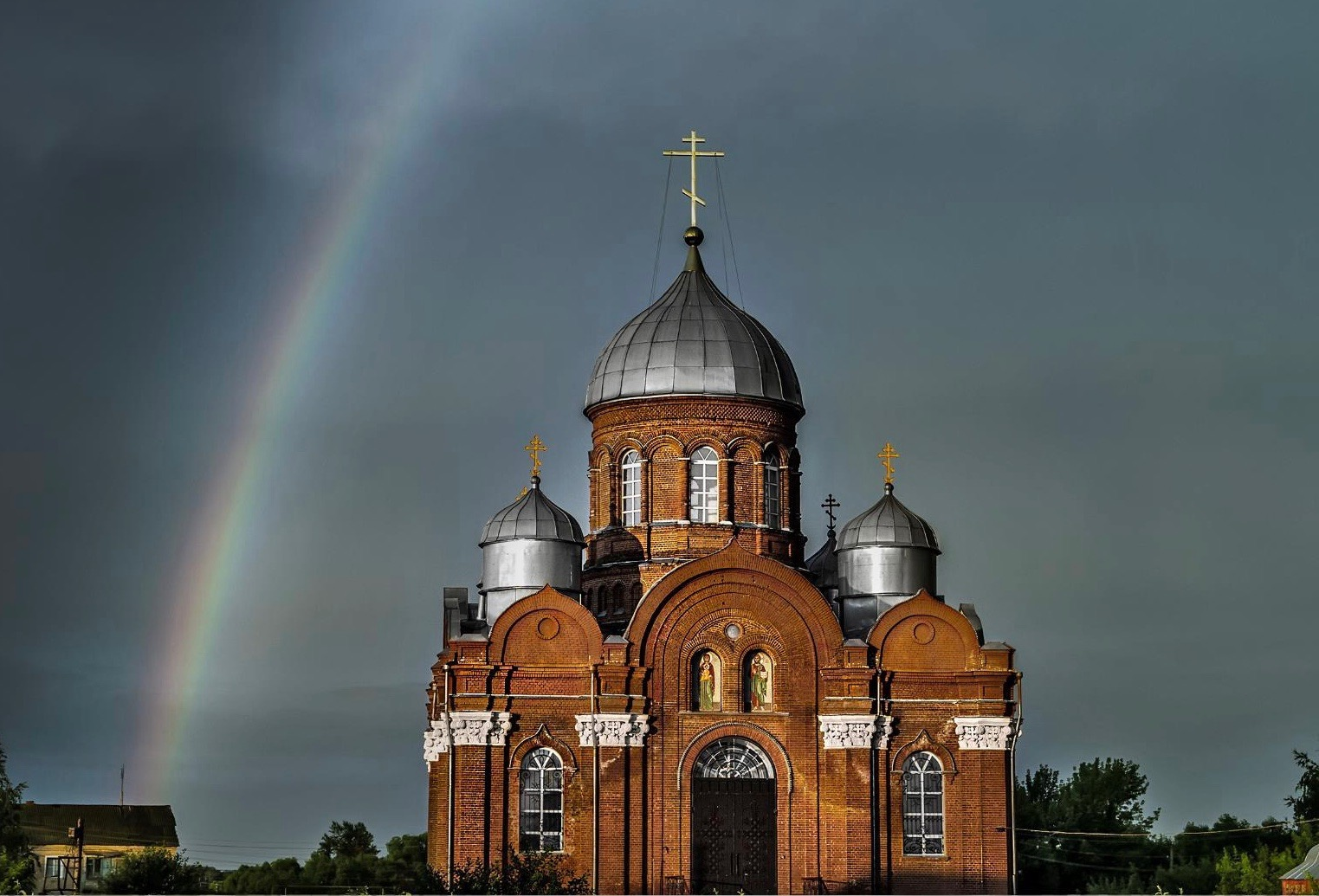
Монастырь св. Марии Магдалины

Кирпичный шестистолпный пятикупольный храм в русско-византийском стиле поставлен на цокольном этаже. Верхний — Марие-Магдалининский храм с Георгиевским и Всехсвятским приделами. Нижний — Тихвинский храм с Митрофание-Тихоновским и Дионисие-Климентовским приделами.

### Звонница
Кирпичная звонница с семью колоколами находится на месте бывшей деревянной звонницы. По фронтону звонницы имеется надпись церковнославянской вязью: Яко с нами Бог.

### Святой источник
Недалеко от монастыря, за восточными воротами, в тени развесистых деревьев находится святой источник Покрова Божией Матери, целебная вода которого, по свидетельству многих паломников, помогает при самых разнообразных недугах, а особенно при заболеваниях ног.

## Святыни монастыря
- Икона Божией Матери Тихвинская

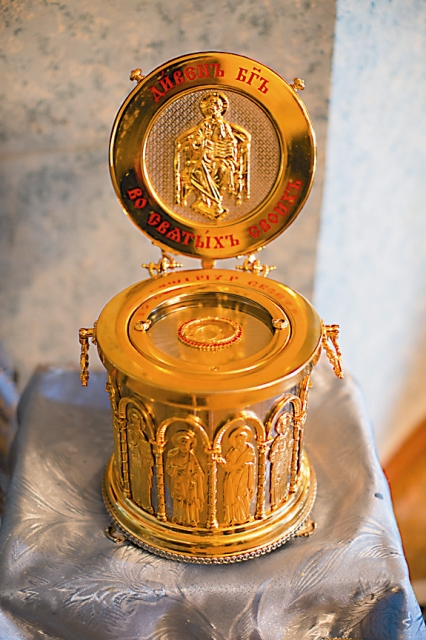
Распятие с частицей Животворящего Креста Господня

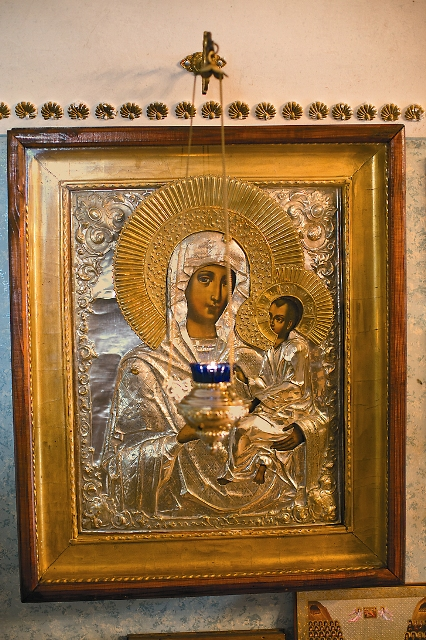
Тихвинская икона Божьей Матери

- Чудотворная икона Знамения Божией Матери
- Икона с частицей мощей равноапостольной Марии Магдалины
- Икона Божией Матери «Балыкинская» (чудотворный образ)
- Распятие с частицей Животворящего Креста Господня
- Икона с мощами преподобных старцев Оптинских
- Частицы мощей Киево-Печерских святых
- Частица мощей преподобной Евфросиньи Полоцкой
- Частица мощей блаженной Матроны Московской
- Икона с частицей мощей и ковчег с башмачком святителя Спиридона Тримифунтского Чудотворца
- Частица мощей преподобномученицы Великой княгини Елисаветы
- и многие другие.

## Настоятельницы
- Игуменья Зинаида — 1884—1886 гг., из монахинь Вяземского Аркадиевского монастыря.
- Игуменья Серафима (Николаева) — 1886—1889 гг., из монахинь Волховского Богородично-Всехсвятского монастыря.
- Игуменья Моисея (Лялина) — 1889—1900 гг., из монахинь Елецкого Знаменского монастыря.
- Игуменья Мария (Боева) — 1900—1908 гг., из монахинь Волховского Богородично-Всехсвятского монастыря.
- Игуменья Магдалина — 1908—1918 гг.
- Монахиня Киприана (Шишкина) — 1995—1998 гг., из монастыря в селе Зимовеньки Белгородской епархии (трагически погибла в автокатастрофе вместе с духовником обители иеромонахом Герасимом и двумя сёстрами 5 ноября 1998 года, погребены монахини близ монастырского храма в с. Никольском, а иеромонах Герасим — на территории женского Введенского монастыря г. Орла, где он начинал своё священническое служение).
- Монахиня Антония (Лешина) — 1999—2002 гг., назначена из Шамординского монастыря.
- Монахиня Иоанна (Боярская) —2003-2010 гг., назначена по благословению архиепископа Орловского и Ливенского Паисия из Свято-Никольского Черноостровского монастыря г. Малоярославца.
- Монахиня Марфа (Лоджанская) — 26 июля 2010 года по настоящее время, по благословению архиепископа Орловского и Ливенского Пантелеимона назначена из женского монастыря блаженной Ксении Петербургской Дмитровского района.